# Salisbury FC
Salisbury FC (celým názvem: Salisbury Football Club) je anglický fotbalový klub, který sídlí ve městě Salisbury v nemetropolitním hrabství Wiltshire. Založen byl v roce 2015 po zániku původního Salisbury City FC. Ve sportovní terminologii se tak jedná o tzv. Phoenix club. Od sezóny 2018/19 hraje v Southern Football League Premier Division South (7. nejvyšší soutěž). Klubové barvy jsou černá a bílá.
Své domácí zápasy odehrává na The Raymond McEnhill Stadium s kapacitou 5 000 diváků.

## Úspěchy v domácích pohárech
Zdroj: 
- FA Cup
  - 2. předkolo: 2016/17, 2017/18
- FA Trophy
  - 1. předkolo: 2016/17
- FA Vase
  - Semifinále: 2015/16

## Umístění v jednotlivých sezonách
Stručný přehled
Zdroj: 
- 2015–2016: Wessex Football League (Premier Division)
- 2016–2017: Southern Football League (Division One South & West)
- 2017–2018: Southern Football League (Division One West)
- 2018– : Southern Football League (Premier Division South)

Jednotlivé ročníky
Zdroj: 
Legenda: Z - zápasy, V - výhry, R - remízy, P - porážky, VG - vstřelené góly, OG - obdržené góly, +/- - rozdíl skóre, B - body, červené podbarvení - sestup, zelené podbarvení - postup, fialové podbarvení - reorganizace, změna skupiny či soutěže
| Anglie (2015 – ) |                                                      |        |    |    |   |    |     |    |     |     |        |
| Sezóny           | Liga                                                 | Úroveň | Z  | V  | R | P  | VG  | OG | +/- | B   | Pozice |
| 2015/16          | Wessex Football League (Premier Division)            | 9      | 40 | 34 | 3 | 3  | 126 | 29 | +97 | 105 | 1.     |
| 2016/17          | Southern Football League (Division One South & West) | 8      | 42 | 29 | 2 | 11 | 118 | 52 | +66 | 89  | 2.     |
| 2017/18          | Southern Football League (Division One West)         | 8      | 42 | 25 | 9 | 8  | 108 | 55 | +53 | 84  | 2.     |
| 2018/19          | Southern Football League (Premier Division South)    | 7      | 42 |    |   |    |     |    |     |     |        |